# El Valle (Chocó)
Pour les articles homonymes, voir El Valle.
 (août 2019).

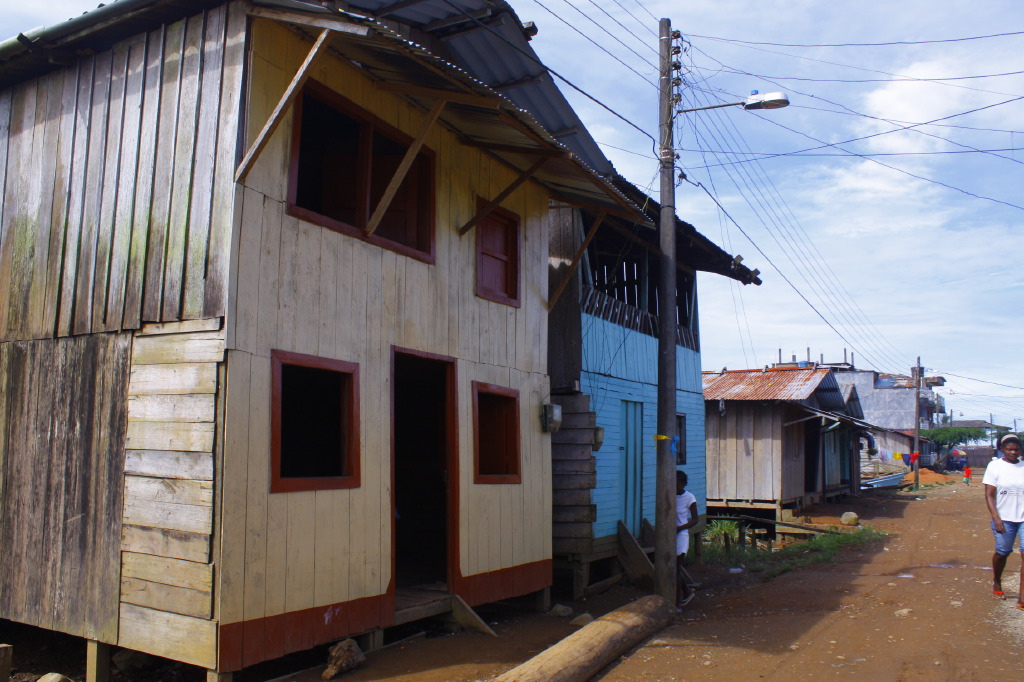
Rue typique à El Valle.

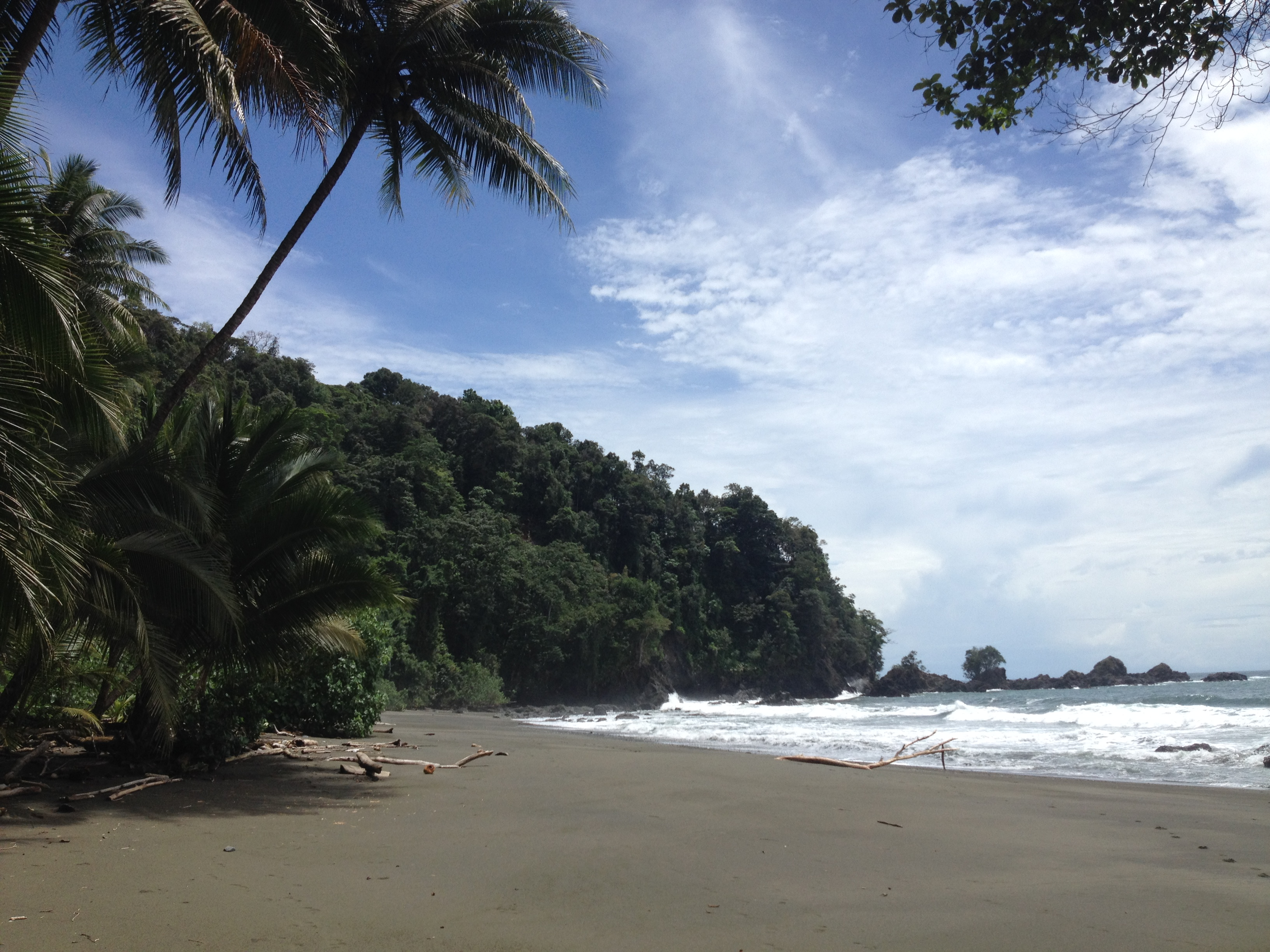

El Valle est une ville balnéaire située dans la municipalité de Bahía Solano, dans le département du Chocó, sur la côte pacifique colombienne, à environ 150 km à l'ouest de Medellín et à environ 100 km au sud de la frontière avec le Panama.
Une route relie El Valle à la ville de Bahia Solano, à 18 km ou 40 minutes sur une route de jungle semi-pavée. Il n’y a pas d’accès routier à la région depuis le reste de la Colombie. Pour entrer dans la zone, il est nécessaire de prendre un avion depuis Medellín ou Quibdo ou bien un bateau depuis Bueno Ventura ou Panama.
El Valle est un village de pêcheurs situé à l'embouchure du Rio Valle, formant un terreau fertile propice à la pêche et à la plongée sous-marine. 